# Scandale du vin
Le scandale du vin (aussi appelée « affaire des vins » ou « scandale des vins ») est une affaire politico-économique française ayant éclaté à l'automne de 1946 à la suite des révélations faites par le ministre du Ravitaillement Yves Farge à la presse et à l'Assemblée nationale. Dans un éditorial d'octobre 1946, Le Monde décrira ce scandale comme « la politisation et la commercialisation de l'administration ».

## Contexte
Sous l'Occupation, le marché noir prospère. En 1946, on estime qu'environ un cinquième de la population active, soit quatre millions de Français, vit de trafics. Les récoltes de 1945 et 1946 sont les plus mauvaises que la France a connues depuis 1879 dans le domaine viticole. On estime que la production est inférieure d'environ 15 millions d'hectolitres à la moyenne de l'entre-deux-guerres. La demande est d'environ 34 millions d'hectolitres. 
Félix Gouin, qui dirige le Gouvernement provisoire de la République française, promet aux Français deux litres mensuels de vin. Afin de combler le déficit de vins, Gouin décide d'en faire importer depuis l'Algérie française. Le ministre du Ravitaillement, Yves Farge, décide de se saisir du dossier.

## Déclenchement
Yves Farge soupçonne un système de détournement et de marché noir relatif au rationnement du vin mis en place à la suite de la Libération. Des milliers d'hectolitres de vins provenant d'Algérie auraient été détournés par des professionnels du transport maritime, avec la complicité de membres de l'administration et des ministères. Farge accuse notamment Pierre Malafosse, figure de la Résistance, qui appartient à une riche dynastie de négociants en vin.
Le 4 août 1946, après l'intervention de Félix Gouin, le ministre Farge accepte d'accorder à Pierre Malafosse une audience. Il reste silencieux tout durant. Yves Farge a déjà décidé de révoquer Malafosse, ce qu'il fait. Il a appris d'un inspecteur général du ministère du Ravitaillement que le service des Boissons dysfonctionne depuis plusieurs mois ; par exemple, des bons de déblocage de vin ont été falsifiés. Un rapport est remis à Yves Farge en septembre.
Le ministre judiciarise le dossier en le confiant le 27 septembre 1946 au parquet de la Seine, pour prévarication.

## Publicisation
Le ministre donne le 27 septembre 1946 un entretien au Progrès de Lyon, où il vante son action, considérant avoir abattu une « organisation administrative de la fraude ». Le 1er octobre 1946, à la tribune de l'Assemblée nationale, alors qu'il défendait un projet de loi sur la réglementation du ravitaillement, Yves Farge rend publics ces dysfonctionnements. 
Cette annonce participe à l'hystérisation du débat public, avec une opinion publique déjà chauffée à blanc par les pénuries. Afin de mettre en avant son action, le cabinet du ministre n'hésite pas à affirmer que des centaines de milliers d'hectolitres de vin ont été revendus au marché noir ; il laisse reposer sur le marché noir l'explication de la pénurie de vin. En octobre, les scandales se multiplient dans d'autres secteurs, avec les pénuries et les tensions sociales en toile de fond : on parle notamment de fraudes dans le milieu du textile, ou encore des farines.
La médiatisation en octobre 1946 de l'implication de plusieurs personnalités de la SFIO dont le président du gouvernement, Félix Gouin ou l'ancien ministre du ravitaillement, Christian Pineau, et de figures de la résistance comme Pierre Malafosse, suscite un large émoi en France. Les médias informent l'opinion que plus de 125 000 hectolitres de vin ont été livrés à la Belgique alors que la denrée manque en France ; or, l'exportation a été presque exclusivement confiée à un négociant dont le représentant à Paris est réputé pour avoir ses entrées auprès du président du Conseil. Également mis en cause pour sa proximité avec l'homme d'affaires Pierre Malafosse, Gaston Defferre devra se défendre dans la presse de son implication dans ce scandale. Il est en effet accusé par Jean Fraissinet, député d'extrême-droite et rival de Defferre à Marseille.
Lors du Conseil des ministres du 9 octobre 1946, Félix Gouin morigène Yves Farge, qui lui répond. Le communiqué du Conseil dispose que « dans l'état actuel du dossier, il ne se trouve ni pièce ni document qui permettent d'utiliser ces poursuites à des fins politiques, ni quant aux partis, ni quant aux hommes ».

## Postérité

### Enquête et révélations subséquentes
À la suite de ce scandale, d'autres révélations relatives au rationnement telle que la vente de légumes secs ont vu le jour. L'enquête judiciaire a mené des investigations en Algérie, à Lyon et dans plusieurs autres villes françaises. Elle a abouti à l'arrestation de cinq professionnels du monde de l'import/export viticole.
Toutefois, Georgette Elgey soutient que, « vingt ans après l'évènement, [personne] n'est en mesure de dire s'il y a eu ou non scandale des vins », du fait de l'absence de données sur la production et la consommation de vin en France.

### Commission d'enquête parlementaire
Le 7 février 1947, l'Assemblée nationale crée une commission d'enquête parlementaire sur le vin à la suite de ces révélations. Ses travaux continuent jusqu'en 1950. Elle est notamment chargée de travailler sur la proposition de résolution du député Gabriel Citerne de mars 1950 sur le renvoi des anciens ministres Christian Pineau, Jules Moch et Félix Gouin devant la Haute cour de justice.
La conclusion du volumineux rapport, qui compte 1 779 pages, est qu'il est impossible d'estimer les trafics, et qu'il est impossible de prouver si ces trafics ont véritablement nui au ravitaillement. La conclusion du rapport est que « la plupart des opérations frauduleuses qui font actuellement l'objet des poursuites judiciaires n'ont eu aucune répercussion sur le ravitaillement du pays en vin de consommation courante ».

### Libéralisation du marché du vin
Ce scandale a un effet important sur l'opinion publique. Un sondage d'octobre 1946 indique que 46 % des Français sont informés de l'affaire ; à la même époque, 24 % disent s'intéresser aux discussions constitutionnelles en cours. Le scandale amorcera la libéralisation du marché du vin.